# Eucranium simplicifrons
Eucranium simplicifrons là một loài bọ cánh cứng trong họ Bọ hung (Scarabaeidae).